# Anton Sucharev
Anton Sucharev (rusky Антон Сухарев; * 1999) je ruský horolezec a reprezentant v ledolezení, vicemistr světa, Evropy a juniorský mistr světa v ledolezení na rychlost.

## Výkony a ocenění
- 2015: juniorský vicemistr světa
- 2018: vicemistr Evropy, juniorský mistr světa
- 2019: vicemistr světa, tři medaile ze závodů světového poháru
- 2020: juniorský mistr světa

### Závodní výsledky
| Mistrovství světa v ledolezení | Mistrovství světa v ledolezení |
| Rok                            | 2019                           |
| ------------------------------ | ------------------------------ |
| Rychlost                       | 2                              |

| Světový pohár v ledolezení | Světový pohár v ledolezení | Světový pohár v ledolezení |
| Rok                        | 2018                       | 2019                       |
| -------------------------- | -------------------------- | -------------------------- |
| Rychlost                   | 13                         | 4                          |
| jednotlivě* (0/3/1)        | -,-,-, · -,                | 5,,5, · ,,-                |

* pozn.: napravo jsou poslední závody v roce
| Mistrovství Evropy v ledolezení | Mistrovství Evropy v ledolezení |
| Rok                             | 2018                            |
| ------------------------------- | ------------------------------- |
| Rychlost                        | 2                               |

| Mistrovství světa juniorů v ledolezení | Mistrovství světa juniorů v ledolezení | Mistrovství světa juniorů v ledolezení | Mistrovství světa juniorů v ledolezení | Mistrovství světa juniorů v ledolezení | Mistrovství světa juniorů v ledolezení |
| Rok                                    | 2015 U19                               | 2016 U19                               | 2017 U19                               | 2018 U22                               | 2020 U21                               |
| -------------------------------------- | -------------------------------------- | -------------------------------------- | -------------------------------------- | -------------------------------------- | -------------------------------------- |
| Obtížnost                              | 10                                     | 10                                     | 6                                      | 11                                     | 1                                      |
| Rychlost                               | 2                                      | 4                                      | 3                                      | 1                                      | —                                      |